# U-142
O Unterseeboot 142 foi um U-Boot da Kriegsmarine que serviu durante a Segunda Guerra Mundial. Durante o seu tempo de serviço realizou somente três patrulhas de guerra nas quais não danificou e nem afundou qualquer embarcação inimiga. Foram abertos buracos em seu casco para afundar no dia 2 de Maio de 1945 no Raederschleuse em Wilhelmshaven.

## Comandantes
| Comandante                 | Período                                         |
| -------------------------- | ----------------------------------------------- |
| Ltn. Asmus Nicolai Clausen | 4 de Setembro de 1940 - 13 de Outubro de 1940   |
| Kptlt. Paul-Hugo Kettner   | 14 de Outubro de 1940 - 12 de Outubro de 1941   |
| Siegfried Lindke           | 21 de Outubro de 1941 - 17 de Março de 1942     |
| Hans-Joachim Bertelsmann   | 18 de Março de 1942 - 12 de Setembro de 1942    |
| Oblt. Johann-Otto Krieg    | 13 de Setembro de 1942 - 24 de Dezembro de 1942 |
| Karl-Heinz Laudahn         | 25 de Dezembro de 1942 - 4 de Março de 1944     |
| Oblt. Carl Schauroth       | 5 de Março de 1944 - 6 de Fevereiro de 1945     |
| Oblt. Friedrich Baumgärtel | 7 de Fevereiro de 1945 - 2 de Maio de 1945      |

## Carreira

### Subordinação
| 4 de Setembro de 1940 - 16 de Outubro de 1940  | 1. Unterseebootsflottille  |
| 17 de Outubro de 1940 - 18 de Dezembro de 1940 | 24. Unterseebootsflottille |
| 19 de Dezembro de 1940 - 1 de Maio de 1945     | 22. Unterseebootsflottille |
| 2 de Maio de 1945 - 2 de Maio de 1945          | 5. Unterseebootsflottille  |

### Patrulhas
|       | Comandante               | Partida     | Partida    | Chegada     | Chegada    | Dias    |
| ----- | ------------------------ | ----------- | ---------- | ----------- | ---------- | ------- |
| 1     | Kptlt. Paul-Hugo Kettner | 21 Jun 1941 | Gotenhafen | 12 Jul 1941 | Oxhöft     | 22 dias |
| 2     | Kptlt. Paul-Hugo Kettner | 25 Jul 1941 | Oxhöft     | 9 Ago 1941  | Stormelö   | 16 dias |
| 3     | Kptlt. Paul-Hugo Kettner | 28 Ago 1941 | Stormelö   | 31 Ago 1941 | Gotenhafen | 4 dias  |
| Total | Total                    | Total       | Total      | Total       | Total      | 42 dias |